# Stolnik Peak
Der Stolnik Peak (englisch; bulgarisch връх Столник wrach Stolnik) ist ein 2600 m hoher Berg im Ellsworthgebirge des westantarktischen Ellsworthlands. In den östlichen Ausläufern des Craddock-Massivs in der Sentinel Range ragt er 1,86 km nordöstlich des Sanchez Peak, 4,24 km südsüdöstlich des Elfring Peak und 1,97 km westlich des Mount Osborne auf. Der Sowers-Gletscher liegt nordwestlich und der Saltzman-Gletscher südlich von ihm.
US-amerikanische Wissenschaftler kartierten ihn 1988. Die bulgarische Kommission für Antarktische Geographische Namen benannte ihn 2011 nach Ortschaften im Westen und Nordosten Bulgariens.